# Vernon Taylor
Vernon Taylor (Charleston, 15 febbraio 1987) è un cestista statunitense.

## Palmarès
- Supercoppa di Cipro: 1

Keravnos: 2019